# Quo vadis? (película de 1913)
Quo vadis? es una película italiana dirigida por Enrico Guazzoni para Cines en 1913, basada en la novela homónima de 1896 escrita por Henryk Sienkiewicz. Fue uno de los primeros éxitos de taquilla en la historia del cine, con 5000 extras, escenarios lujosos y una larga duración de dos horas, estableciendo el estándar para los «superespectáculos» en las próximas décadas.
Un éxito mundial, se estrenó en Alemania en la noche de apertura del Ufa-Pavillon am Nollendorfplatz (el primer cine independiente de Berlín especialmente diseñado), el 19 de marzo de 1913. En una desviación inusual de la práctica cinematográfica normal, las escenas de multitudes fueron reforzadas con «turbas especiales» de actores disfrazados en vivo en el auditorio.
Quo vadis? fue la primera película que se proyectó en el Astor Theatre, un teatro de primera clase del Circuito de Broadway, donde se exhibió durante nueve meses desde abril hasta diciembre de 1913. La primera proyección de la película en Londres fue especialmente hecha para Jorge V, en el Royal Albert Hall, quien felicitó a los artistas.

## Sinopsis

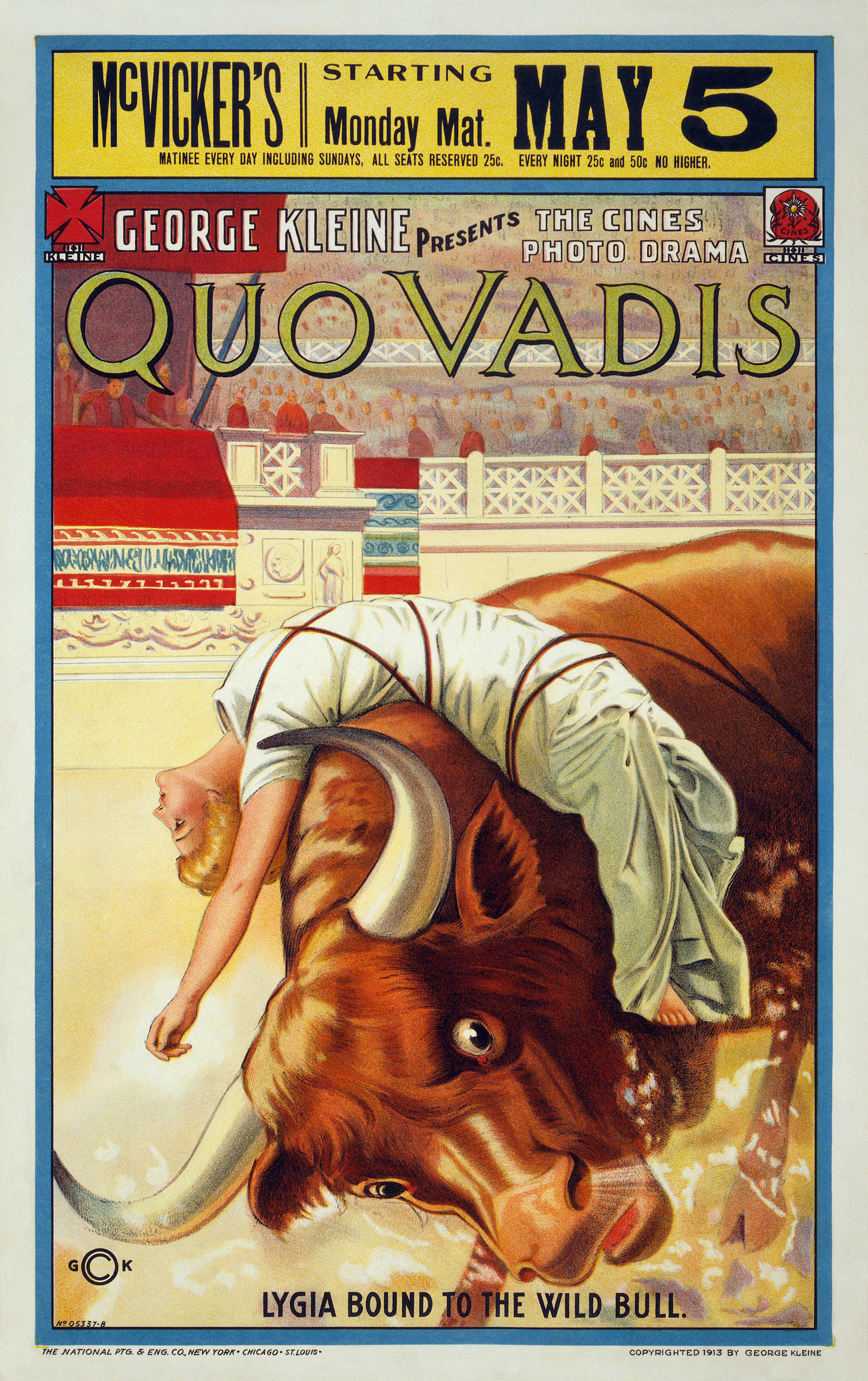
Póster que muestra a Ligia atada al toro

La historia se desarrolla durante los últimos años del reinado del emperador Nerón. Marco Vinicio, uno de los oficiales militares de Nerón, se enamora de una joven rehén cristiana llamada Ligia. Pero su amor se ve obstaculizado por Nerón, quien hace que sus soldados quemen Roma y culpa a los cristianos. Nerón lanza una cruel persecución a la secta religiosa, que son condenados a muerte en el Circo. Entre las víctimas está Ligia. Está atada al lomo de un toro a imitación de Europa. Pero su guardaespaldas Ursus le salva la vida y lucha contra el toro hasta matarlo.

## Reparto
- Amleto Novelli como Marco Vinicio;
- Gustavo Serena como Petronio;
- Amelia Cattaneo como Eunice;
- Carlo Cattaneo como Nerón;
- Lea Giunchi como Ligia;
- Augusto Mastripietri como Chilo;
- Cesare Moltini como Tigelino;
- Olga Brandini como Popea Sabina;
- Ignazio Lupi como Aulus;
- Giovanni Gizzi como san Peter;
- Lia Orlandini como la sirvienta Livia;
- Matilde Guillaume;
- Ida Carloni Talli como la sacerdotisa;
- Bruto Castellani como Ursus;
- Giuseppe Gambardella.

## Recepción
La película fue un éxito mundial. Durante el estreno en Nueva York, los espectadores quedaron particularmente impresionados por los planos de la multitud, donde se veía un gran número de extras. Teniendo en cuenta el tiempo de ejecución y el presupuesto de la película, los precios de las entradas estaban a la par, con el valor de un dólar por entrada en la ciudad de Nueva York en lugar de los 25 centavos habituales. La película logró recaudar de diez a veinte veces lo que se invirtió. También generó varias adaptaciones, incluyendo la de Gabriellino D'Annunzio y Georg Jacoby en 1924, bajo el mismo título, o la película estadounidense de Mervyn LeRoy en 1951.
Para Georges Sadoul: «El incendio de Roma, cristianos arrojados a los leones, antorchas humanas en los jardines imperiales, banquetes romanos, nada se salvó. Un Nerón astuto y un Petronio coronado de rosas que se abrió las venas en un baño fueron admirados universalmente y la película fue aclamada en todas partes como una gran obra de arte. Era la medida exacta del libro de Sienkiewicz.»
Para René Jeanne y Charles Ford «[...] Quo vadis? hará más por el cine italiano que L'assassinat du duc de Guise por el cine francés, justificando las ambiciones de los productores y sorprendiendo a los espectadores con efectos de multitud como nunca antes habíamos visto. La actuación fue unánimemente agradecida y contó con la participación de un excelente actor de teatro, Amleto Novelli, cuyos inicios fueron una brillante carrera en la pantalla.»
El escultor Auguste Rodin la declaró una obra maestra. Para Bardèche y Brasillach, «Quo vadis? de Guazzoni había ganado por la abundancia de la figuración, el realismo de la decoración y la belleza de los espectáculos declamatorios que ofrecía.»
Por sus brillante interpretaciones fueron destacados el refinado y astuto Petronio de Gustavo Serena y el atlético Ursus de Bruto Castellani, quien fue felicitado por sus hazañas por el rey Jorge V del Reino Unido y su esposa María de Teck.